# Národní park Gates of the Arctic

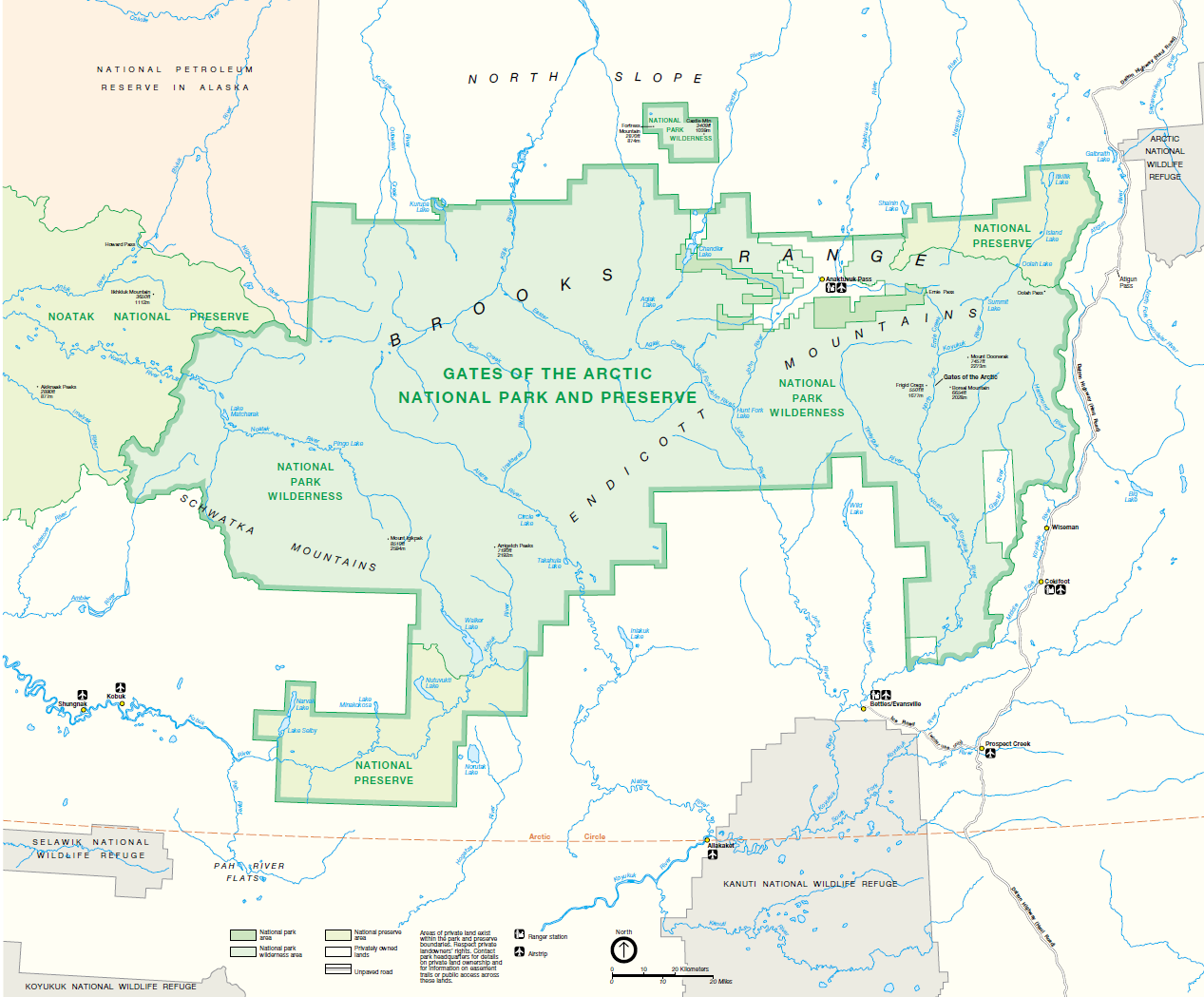
Mapa národního parku

Národní park Gates of the Arctic (anglicky Gates of the Arctic National Park) je nejseverněji položený národní park ve Spojených státech amerických. Nachází se na Aljašce,
leží celý za polárním kruhem. S rozlohou 34 287 km2 (přibližně velikost Belgie) je druhým největším americkým národním parkem. Většina parku leží v Brooksově pohoří. Dále zahrnuje Endicott Mountains a část Schwatka Mountains. Krajinu tvoří horská pásma, do 68° severní šířky roste boreální les (zastoupeny jsou především smrky černé, smrky sivé a topoly osikovité), výše se nachází arktická tundra.